# Ceratomyxa scorpaenarum
Ceratomyxa scorpaenarum is een microscopische parasiet uit de familie Ceratomyxidae. Ceratomyxa scorpaenarum werd in 1899 beschreven door Labbé. 